# (2892) Filipenko
(2892) Filipenko (1983 AX2; 1936 QK1; 1953 SB; 1953 SL; 1955 DO; 1957 KP; 1964 PA; A910 CK) ist ein ungefähr 35 Kilometer großer Asteroid des äußeren Hauptgürtels, der am 13. Januar 1983 von der ukrainischen (damals: Sowjetunion) Astronomin Ljudmyla Karatschkina am Krim-Observatorium (Zweigstelle Nautschnyj) auf der Halbinsel Krim (IAU-Code 095) entdeckt wurde.

## Benennung
(2892) Filipenko wurde nach Oleksandr Filipenko benannt, der Chef der Chirurgie am Krim-Regionalkrankenhaus in Bachtschyssaraj war.